# Branges
Branges este o comună în departamentul Saône-et-Loire, Franța. În 2009 avea o populație de 2.368 de locuitori.

## Evoluția populației
| An        | 1975  | 1982  | 1990  | 1999  | 2006  | 2009  |
| --------- | ----- | ----- | ----- | ----- | ----- | ----- |
| Populație | 2.338 | 2.312 | 2.155 | 2.087 | 2.269 | 2.368 |